# Kaiser (cerveja)
Kaiser é uma marca de cerveja brasileira lançada em Divinópolis, Minas Gerais no dia 22 de abril de 1982 por Luiz Otávio Possas Gonçalves.
Suas campanhas de marketing ficaram conhecidas nos anos 90 através de seu protagonista, o ator José Valien, o Baixinho da Kaiser.

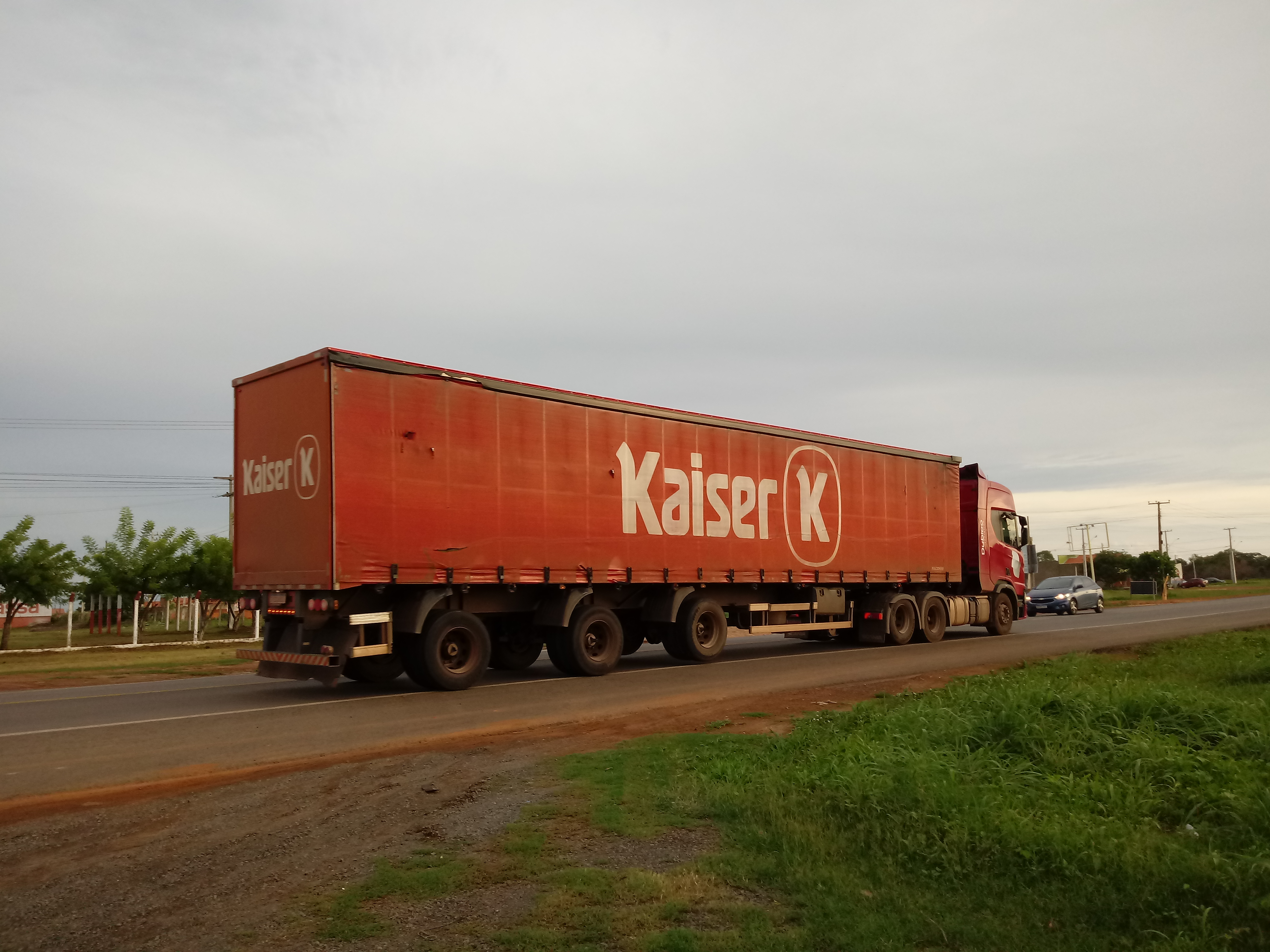
Caminhão na rodovia BR-343.

## Criação
Luiz Otávio Possas Gonçalves era dono da franquia da Coca-Cola em Minas Gerais. No início da década de 1980, a empresa sofria a ameaça de falência porque Brahma e Antarctica promoviam a venda casada de seus refrigerantes junto com suas cervejas para os pontos de venda. Possas decidiu que, com uma cerveja, poderia combater as duas marcas de igual para igual. Fez um curso de mestre cervejeiro em Munique e abriu a Kaiser em 1982. Em quatro meses a Coca-Cola conseguiu elevar sua participação no mercado de 15 para 48%, e logo as outras engarrafadoras da empresa no país queriam a Kaiser também.
Após a aquisição pelo Grupo Heineken, em 2010, a embalagem passou por uma transformação, realizada pela agência britânica The Brand Union.

## Controle acionário
Em 1984, The Coca-Cola Company comprou 10% da Kaiser. Na década de 90, a cervejaria holandesa Heineken adquiriu 14,2% da companhia. Em 1999, a Kaiser ocupava o segundo posto em vendas no Brasil, com 26,2% de participação, atrás apenas da Brahma.
Em março de 2002, a cervejaria canadense Molson, que atuava no Brasil desde a compra da Bavária, comprou a Kaiser por US$765 milhões. A Heineken colaborou no negócio, desembolsando US$220 milhões para ampliar sua parte na empresa para 20%. À época, a Kaiser possuía 8 fábricas e 15% da participação do mercado brasileiro.
Desde 2006, quando o controle acionário passou para a mexicana FEMSA, a empresa foi renomeada como Femsa Cerveja Brasil. O capital da empresa é completado por 15% da Molson, e outros 17% da Heineken, com os 68% restantes sendo comprados por US$ 68 milhões.
Em 2010, a Heineken anunciou a compra do restante dos 83% das ações da Femsa que ainda não eram de sua propriedade, ainda sujeita à aprovação das autoridades reguladoras, dos acionistas da Femsa e da Heineken. Em 2011, a Heineken reinventou a marca com o intuito de tentar recuperar vendas, visto que a Kaiser possuía apenas 4% do mercado.
Em maio de 2017, o Conselho Administrativo de Defesa Econômica (Cade) aprovou sem restrições a aquisição pela holandesa Heineken da empresa de cerveja e refrigerante Brasil Kirin. Com essa aquisição, o Grupo Heineken aumentou sua presença de mercado e decidiu que deveria passar a fazer a distribuição de produtos como a Kaiser e a Bavaria, essa era realizada pelo Sistema Coca-cola e estava regida por um contrato que iria até 2022. O Grupo decide rescindir o contrato, mas inicia um longo processo judicial com a Associação Brasileira dos Fabricantes da Coca-Cola (ABFCC), representante legal do Sistema Coca-Cola no Brasil.

## Prêmios
Nos anos de 2011 e 2012, a Cerveja Kaiser recebeu o prêmio Superior Taste Award na avaliação dos jurados europeus do International Taste & Quality Institute. Em 2012 foi também eleita o "Produto do Ano" na avaliação feita pelos consumidores.

## Ver Também
- Copa Kaiser de Futebol Amador